# Louzac-Saint-André
Pour les articles homonymes, voir Saint-André.
Louzac-Saint-André est une commune du Sud-Ouest de la France située dans le département de la Charente, en région Nouvelle-Aquitaine.
Ses habitants sont appelés les Louzacais, Louzacaises et Andrésiens, Andrésiennes ou Louzacais Andrésiens.
Située en limite du département de la Charente-Maritime, cette commune viticole classée dans les Borderies est riveraine de la vallée de la Charente.

## Géographie

### Localisation et accès
Louzac-Saint-André est une commune située à l'extrême ouest du département de la Charente, en limite même du département voisin de la Charente-Maritime.
Louzac et Saint-André sont distants de 2,5 km et, si les deux villages sont à 7 km au nord-ouest de Cognac, Louzac est à 17 km de Saintes et Saint-André à 19 km. Angoulême est à 45 km.
Louzac, comme Saint-André, sont situés à l'écart des grands axes routiers, au nord de la N 141 Cognac-Saintes, route Centre-Europe Atlantique, et au sud de la D 731 Cognac-Burie-Saint-Jean-d'Angély.
La gare la plus proche est celle de Cognac, desservie par des TER à destination d'Angoulême, Saintes, Royan et La Rochelle.

### Hameaux et lieux-dits
La commune est constituée des deux communes associées de Louzac et de Saint-André qui ont chacune leur village, ainsi que de nombreux hameaux et lieux-dits : chez les Rois, chez Devaud, la Nofrache, la Brande, la Croix Fraingan, le Grand Bouroux, le Petit Bouroux, chez Cocuaud, chez les Longs, chez Bujart Lorgère, la Châtaigneraie, Font Joyeuse, le Ribellot, le Pallain, Montlambert, chez Tatin, etc. Le village de Saint-André touche la limite départementale.

### Communes limitrophes
Louzac-Saint-André est limitrophe de quatre autres communes dont au sud-est Javrezac sur une vingtaine de mètres seulement, et Chérac, dans le département de la Charente-Maritime.
|                            |                         | Val-de-Cognac |
| Chérac (Charente-Maritime) | Louzac-Saint-André      |               |
|                            | Saint-Laurent-de-Cognac | Javrezac      |

### Géologie et relief
La commune est située sur un plateau calcaire datant du Crétacé, qui s'étage du Turonien (ou Angoumien) au nord-est, au Santonien au sud-ouest, en passant par le Coniacien,,.
Le relief de la commune offre une altitude moyenne de 70 m, et le plateau est creusé par des vallons, ou combes, principalement au nord et au sud du territoire communal. Le point culminant est à une altitude de 89 m, situé sur la limite nord. Le point le plus bas est à 20 m, situé en limite nord-est sur le Ri Bellot. Le bourg est à environ 60 m d'altitude.

### Hydrographie

#### Réseau hydrographique
La commune est située dans le bassin versant de la Charente au sein du Bassin Adour-Garonne. Elle est drainée par le Ri Bellot,.
La commune est traversée par le Ri Bellot, un petit affluent de rive droite de l'Antenne, donc sous-affluent de la Charente qui passe au sud.
Louzac-Saint-André compte des sources et fontaines, comme celle de la Font Joyeuse à l'est du bourg, ou aussi la fontaine du Diguet et la Font Gaubert.

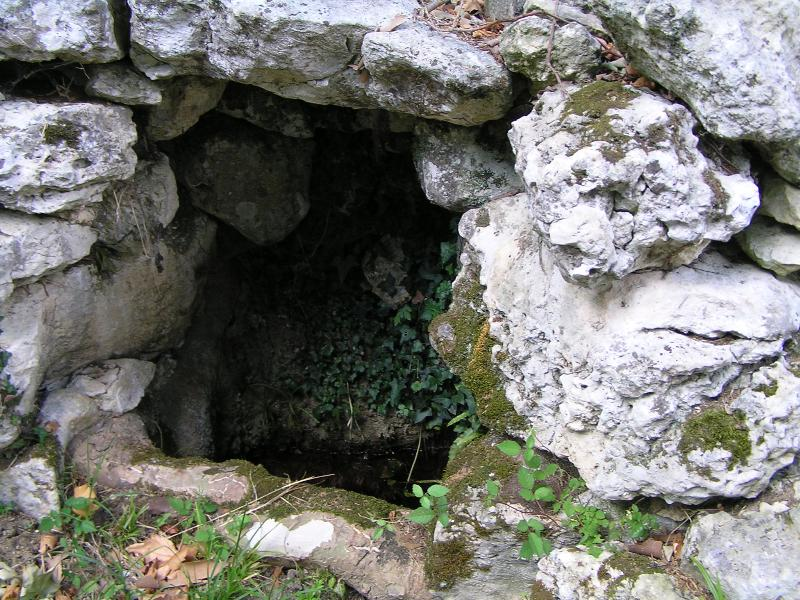
Font Joyeuse.
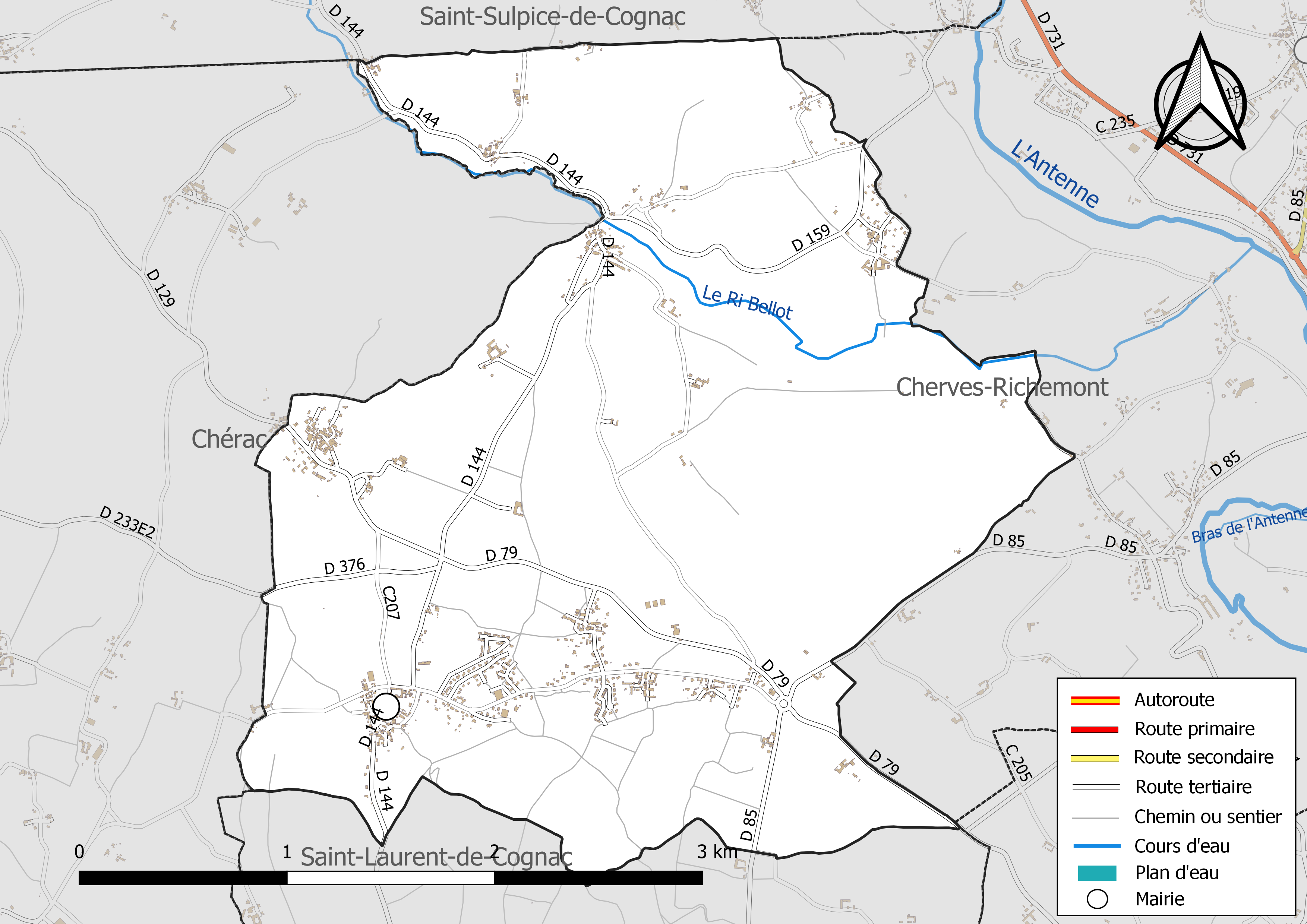
Réseaux hydrographique et routier de Louzac-Saint-André

#### Gestion des eaux
Le territoire communal est couvert par le schéma d'aménagement et de gestion des eaux (SAGE) « Charente ». Ce document de planification, dont le territoire correspond au bassin de la Charente, d'une superficie de 9 300 km2, a été approuvé le 19 novembre 2019. La structure porteuse de l'élaboration et de la mise en œuvre est l'établissement public territorial de bassin Charente. Il définit sur son territoire les objectifs généraux d’utilisation, de mise en valeur et de protection quantitative et qualitative des ressources en eau superficielle et souterraine, en respect des objectifs de qualité définis dans le troisième SDAGE du Bassin Adour-Garonne qui couvre la période 2022-2027, approuvé le 10 mars 2022.

### Climat
Le climat est océanique aquitain et semblable à celui de la ville de Cognac où est située la station météorologique départementale.
| Mois                              | jan. | fév.  | mars  | avril | mai   | juin  | jui.  | août  | sep.  | oct. | nov. | déc. | année   |
| --------------------------------- | ---- | ----- | ----- | ----- | ----- | ----- | ----- | ----- | ----- | ---- | ---- | ---- | ------- |
| Température minimale moyenne (°C) | 2    | 2,8   | 3,8   | 6,2   | 9,4   | 12,4  | 14,4  | 14    | 12,1  | 8,9  | 4,7  | 2,6  | 7,8     |
| Température moyenne (°C)          | 5,4  | 6,7   | 8,5   | 11,1  | 14,4  | 17,8  | 20,2  | 19,7  | 17,6  | 13,7 | 8,6  | 5,9  | 12,5    |
| Température maximale moyenne (°C) | 8,7  | 10,5  | 13,1  | 15,9  | 19,5  | 23,1  | 26,1  | 25,4  | 23,1  | 18,5 | 12,4 | 9,2  | 17,1    |
| Ensoleillement (h)                | 80   | 103,9 | 153,3 | 184,5 | 204,9 | 239,6 | 276,4 | 248,3 | 199,4 | 159  | 96,8 | 78,8 | 2 024,9 |
| Précipitations (mm)               | 80,4 | 67,3  | 65,9  | 68,3  | 71,6  | 46,6  | 45,1  | 50,2  | 59,2  | 68,6 | 79,8 | 80   | 783,6   |

## Urbanisme

### Typologie
Au 1er janvier 2024, Louzac-Saint-André est catégorisée commune rurale à habitat dispersé, selon la nouvelle grille communale de densité à 7 niveaux définie par l'Insee en 2022.
Elle est située hors unité urbaine. Par ailleurs la commune fait partie de l'aire d'attraction de Cognac, dont elle est une commune de la couronne,. Cette aire, qui regroupe 44 communes, est catégorisée dans les aires de 50 000 à moins de 200 000 habitants,.

### Occupation des sols
L'occupation des sols de la commune, telle qu'elle ressort de la base de données européenne d’occupation biophysique des sols Corine Land Cover (CLC), est marquée par l'importance des territoires agricoles (60,3 % en 2018), une proportion sensiblement équivalente à celle de 1990 (59,8 %). La répartition détaillée en 2018 est la suivante :
cultures permanentes (48,7 %), forêts (32,5 %), zones agricoles hétérogènes (11,6 %), zones urbanisées (7,3 %). L'évolution de l’occupation des sols de la commune et de ses infrastructures peut être observée sur les différentes représentations cartographiques du territoire : la carte de Cassini (XVIIIe siècle), la carte d'état-major (1820-1866) et les cartes ou photos aériennes de l'IGN pour la période actuelle (1950 à aujourd'hui).

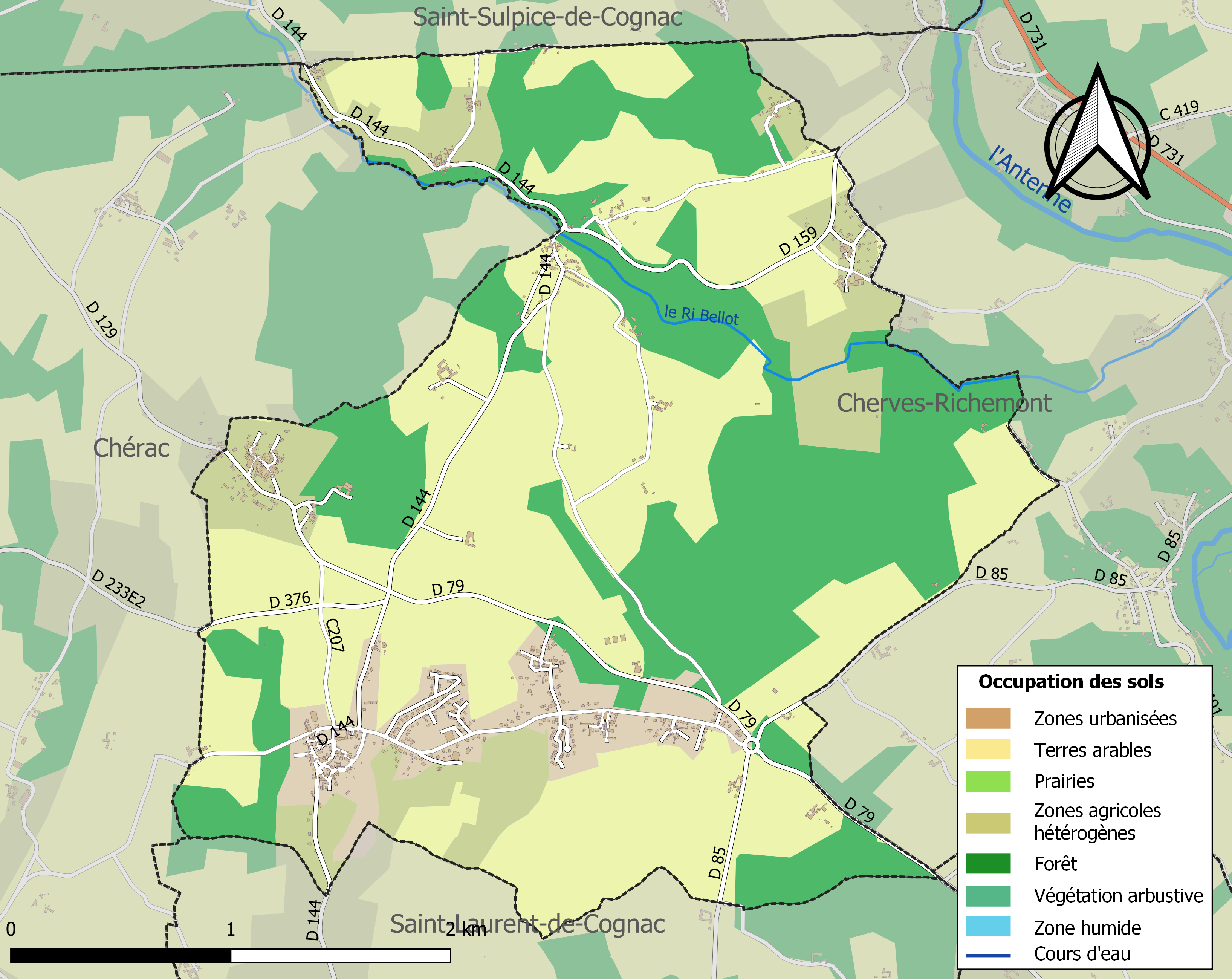
Carte des infrastructures et de l'occupation des sols de la commune en 2018 (CLC).

### Risques majeurs
Le territoire de la commune de Louzac-Saint-André est vulnérable à différents aléas naturels : météorologiques (tempête, orage, neige, grand froid, canicule ou sécheresse), mouvements de terrains et séisme (sismicité modérée). Un site publié par le BRGM permet d'évaluer simplement et rapidement les risques d'un bien localisé soit par son adresse soit par le numéro de sa parcelle.

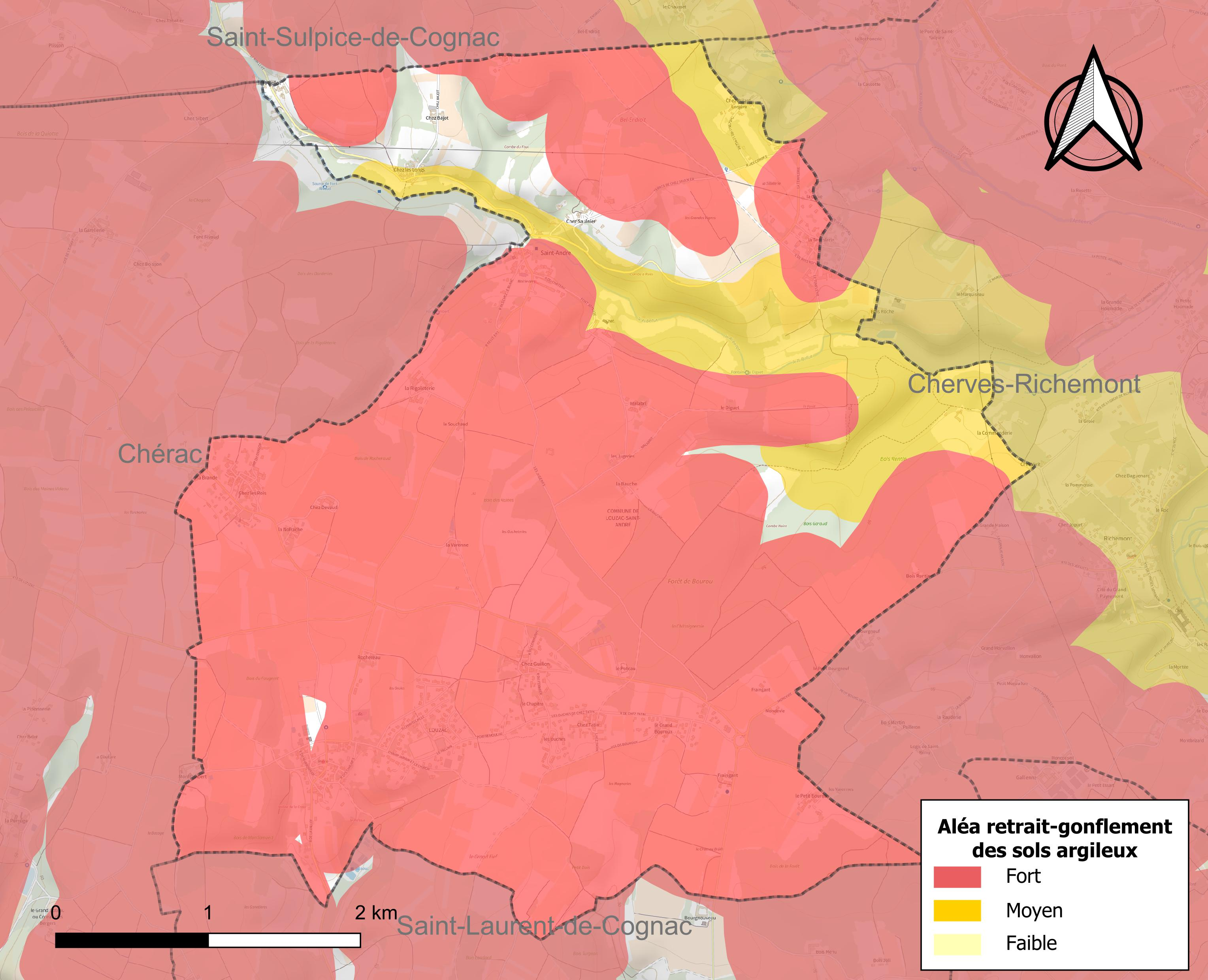
Carte des zones d'aléa retrait-gonflement des sols argileux de Louzac-Saint-André.

Les mouvements de terrains susceptibles de se produire sur la commune sont des affaissements et effondrements liés aux cavités souterraines (hors mines). Par ailleurs, afin de mieux appréhender le risque d’affaissement de terrain, l'inventaire national des cavités souterraines permet de localiser celles situées sur la commune.
Le retrait-gonflement des sols argileux est susceptible d'engendrer des dommages importants aux bâtiments en cas d’alternance de périodes de sécheresse et de pluie. 93,5 % de la superficie communale est en aléa moyen ou fort (67,4 % au niveau départemental et 48,5 % au niveau national). Sur les 452 bâtiments dénombrés sur la commune en 2019, 428 sont en aléa moyen ou fort, soit 95 %, à comparer aux 81 % au niveau départemental et 54 % au niveau national. Une cartographie de l'exposition du territoire national au retrait gonflement des sols argileux est disponible sur le site du BRGM,.
Par ailleurs, afin de mieux appréhender le risque d’affaissement de terrain, l'inventaire national des cavités souterraines permet de localiser celles situées sur la commune.
La commune a été reconnue en état de catastrophe naturelle au titre des dommages causés par les inondations et coulées de boue survenues en 1982, 1992, 1999 et 2018. Concernant les mouvements de terrains, la commune a été reconnue en état de catastrophe naturelle au titre des dommages causés par la sécheresse en 1989, 2003 et 2009 et par des mouvements de terrain en 1999.

## Toponymie
Une forme ancienne de Louzac est Lozaco (non datée).
L'origine du nom de Louzac remonterait à un nom de personne gallo-romain Laudius ou gaulois Lüteus auquel est apposé le suffixe -acum, ce qui correspondrait à Laudiacum, « domaine de Laudius »,.
La commune de Saint-André a été créée à partir de la paroisse du même nom en 1793.
Elle est attestée sous la forme ancienne Beatus Andreas de Cumbis ou de Aquis. Des combes sont des vallons, toponyme fréquent dans la région. Saint André est un des douze apôtres.
Pendant la Révolution, la commune Saint-André-des-Combes s'est appelée provisoirement André-des-Combes.

## Histoire
Des sarcophages monolithiques ont été retrouvés à Saint-André contenant des ossements, des agrafes de cuivre et des monnaies romaines.
La commune est limitée au nord par la voie d'Agrippa de Saintes à Lyon.
La paroisse de Louzac a fait partie de la seigneurie de Rochereau et du chapitre de Saintes. Elle comportait aussi la terre de Montlambert et jusqu'à la tempête de 1879 on lisait sur son portail un verset de saint Paul. La terre de Montlambert appartenait au XVIIe siècle à la famille de Sèches. Dans le logis de Montlambert passait la limite entre l'Angoumois et la Saintonge aujourd'hui limite départementale, matérialisée alors par des pierres. Entre le XVIIe et XVIIIe siècles, Montlambert est passé successivement aux familles de Neilles de Lanis, puis Saulnier.
Le 7 mars 1787 les représentants de Louzac à l'assemblée préliminaire des États généraux qui se tient à la salle capitulaire des Récollets de Cognac sont Pierre Billard et J. Ripoche et ceux de Saint-André J. Portet et Nicolas Bruand.
L'église de Saint-André était le siège d'un important prieuré qui a subsisté jusqu'à la Révolution.
La Templerie serait une ancienne possession des Templiers, avec la Commanderie de Richemont, dont il ne reste aucune trace écrite probante ni aucun vestige.
Sous l'Ancien Régime, la terre de Saint-André était possédée par les seigneurs de Boisroche, qui, au début du XVIIe siècle, était représentée par Jehan d'Arnault, écuyer, maître d'hôtel du duc d'Épernon. Saint-André passa successivement aux Pontlevain en 1631, alors que Boisroche passait à Jacques de Villiers avant 1684. Au XVIIIe siècle, Boisroche et Saint-André passèrent à la famille de Curzay.
Louzac-Saint-André est une commune fondée le 1er janvier 1972 après la réunion des deux anciennes communes de Louzac et Saint-André.
Durant la Seconde Guerre mondiale, le maquis de Saint-André était dans les bois de Saint-André. Il a été rattaché au maquis de Bir Hacheim.

## Administration

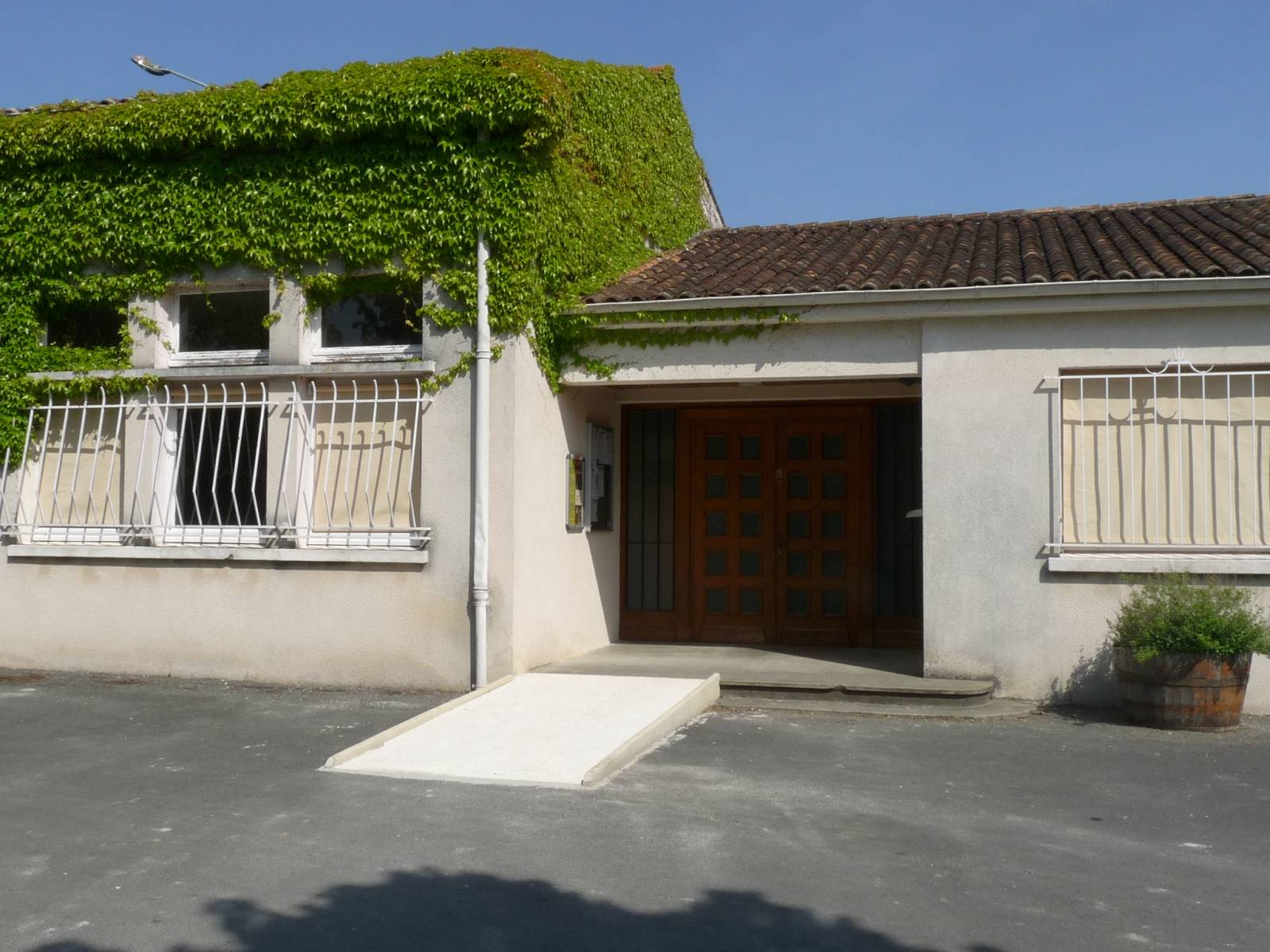
La mairie

La mairie de Louzac-Saint-André est située à Louzac.
| Période | Période | Identité           | Étiquette | Qualité |
| ------- | ------- | ------------------ | --------- | ------- |
| 1793    | 1795    | Bernard Bichon     |           |         |
| 1795    | 1815    | Pierre Billard     |           |         |
| 1815    | 1830    | Jean Buhet         |           |         |
| 1830    | 1846    | Pierre Cadusseau   |           |         |
| 1846    | 1863    | Pierre Billard     |           |         |
| 1863    | 1865    | André Ripoche      |           |         |
| 1865    | 1876    | Pierre Tremble     |           |         |
| 1876    | 1878    | André Ripoche      |           |         |
| 1878    | 1892    | Jacques Girard     |           |         |
| 1892    | 1900    | Victor Giraud      |           |         |
| 1900    | 1908    | Alphonse Ripoche   |           |         |
| 1908    | 1918    | Charles Drouinaud  |           |         |
| 1918    | 1919    | Marcel Texier      |           |         |
| 1919    | 1933    | Georges Bergeron   |           |         |
| 1933    | 1935    | Marcel Texier      |           |         |
| 1935    | 1942    | Jean Bergeron      |           |         |
| 1942    | 1945    | Lucien Couny       |           |         |
| 1945    | 1947    | Daniel Préveaudeau |           |         |
| 1947    | 1959    | Albéric Buhet      |           |         |
| 1959    | 1973    | Robert Roux        |           |         |

| Période | Période | Identité                       | Étiquette | Qualité |
| ------- | ------- | ------------------------------ | --------- | ------- |
| 1793    | 1798    | Pierre Berton                  |           |         |
| 1798    | 1810    | Pierre Chaussat                |           |         |
| 1810    | 1816    | Jean-Guy Guérin de Fontjoyeuse |           |         |
| 1816    | 1821    | Jean-Louis Raymond             |           |         |
| 1821    | 1840    | Jules Billard                  |           |         |
| 1840    | 1860    | Pierre Portet                  |           |         |
| 1860    | 1875    | Pierre Renaud                  |           |         |
| 1875    | 1876    | Jean Grégaud                   |           |         |
| 1876    | 1884    | Jemmy Faure                    |           |         |
| 1884    | 1888    | Daniel Faure                   |           |         |
| 1888    | 1892    | Désiré Joubert                 |           |         |
| 1892    | 1896    | Camille Chapt                  |           |         |
| 1896    | 1904    | Jules Guérin                   |           |         |
| 1904    | 1922    | Isidore Huort                  |           |         |
| 1922    | 1935    | Maurice Portet                 |           |         |
| 1935    | 1945    | Roger Cessac                   |           |         |
| 1945    | 1959    | Valère Arnaud                  |           |         |
| 1959    | 1969    | Henri Peyrat                   |           |         |
| 1969    | 1973    | Adonis Lacroix                 |           |         |

Le 1er janvier 1973, les communes de Louzac et Saint-André se sont associées.
Le 1er septembre 2018, les communes de Louzac et Saint-André ont fusionné.
| Période | Période | Identité          | Étiquette | Qualité |
| ------- | ------- | ----------------- | --------- | ------- |
| 1973    | 1995    | Adonis Lacroix    |           |         |
| 1995    | 2014    | Christian Lacroix |           |         |
| 2014    | 2018    | Alain Vinet       |           |         |

| Période                                  | Période  | Identité       | Étiquette | Qualité               |
| ---------------------------------------- | -------- | -------------- | --------- | --------------------- |
| 1973                                     | 1995     | Robert Roux    |           |                       |
| depuis 1995                              | En cours | Lilian Jousson |           | Conciliateur agricole |
| Les données manquantes sont à compléter. |          |                |           |                       |

### Fiscalité
La fiscalité est d'un taux de 11,80 % sur le bâti, 35,10 % sur le non bâti, et 8,40 % pour la taxe d'habitation (chiffres 2007).
La communauté de communes de Cognac prélève 12,14 % de taxe professionnelle.

## Démographie

### Évolution démographique
L'évolution du nombre d'habitants est connue à travers les recensements de la population effectués dans la commune depuis 1793. Pour les communes de moins de 10 000 habitants, une enquête de recensement portant sur toute la population est réalisée tous les cinq ans, les populations de référence des années intermédiaires étant quant à elles estimées par interpolation ou extrapolation. Pour la commune, le premier recensement exhaustif entrant dans le cadre du nouveau dispositif a été réalisé en 2007.

En 2022, la commune comptait 964 habitants, en évolution de −4,08 % par rapport à 2016 (Charente : −0,48 %, France hors Mayotte : +2,11 %).
| 1793 | 1800 | 1806 | 1821 | 1831 | 1841 | 1846 | 1851 | 1856 |
| ---- | ---- | ---- | ---- | ---- | ---- | ---- | ---- | ---- |
| 493  | 458  | 503  | 422  | 406  | 455  | 467  | 491  | 501  |

| 1861 | 1866 | 1872 | 1876 | 1881 | 1886 | 1891 | 1896 | 1901 |
| ---- | ---- | ---- | ---- | ---- | ---- | ---- | ---- | ---- |
| 473  | 490  | 463  | 452  | 405  | 411  | 412  | 410  | 407  |

| 1906 | 1911 | 1921 | 1926 | 1931 | 1936 | 1946 | 1954 | 1962 |
| ---- | ---- | ---- | ---- | ---- | ---- | ---- | ---- | ---- |
| 371  | 329  | 300  | 294  | 278  | 310  | 334  | 321  | 356  |

| 1968 | 1975 | 1982 | 1990 | 1999 | 2006 | 2007 | 2012  | 2017 |
| ---- | ---- | ---- | ---- | ---- | ---- | ---- | ----- | ---- |
| 396  | 755  | 747  | 953  | 991  | 993  | 996  | 1 024 | 995  |

| 2022 | - | - | - | - | - | - | - | - |
| ---- | - | - | - | - | - | - | - | - |
| 964  | - | - | - | - | - | - | - | - |

### Pyramide des âges
La population de la commune est relativement jeune.
En 2018, le taux de personnes d'un âge inférieur à 30 ans s'élève à 31,6 %, soit au-dessus de la moyenne départementale (30,2 %). À l'inverse, le taux de personnes d'âge supérieur à 60 ans est de 26,4 % la même année, alors qu'il est de 32,3 % au niveau départemental.
En 2018, la commune comptait 516 hommes pour 475 femmes, soit un taux de 52,07 % d'hommes, largement supérieur au taux départemental (48,41 %).
Les pyramides des âges de la commune et du département s'établissent comme suit.
| Hommes | Classe d’âge | Femmes |
| ------ | ------------ | ------ |
| 0,6    | 90 ou +      | 0,9    |
| 8,6    | 75-89 ans    | 8,3    |
| 16,4   | 60-74 ans    | 18,0   |
| 24,2   | 45-59 ans    | 25,1   |
| 17,1   | 30-44 ans    | 17,7   |
| 13,5   | 15-29 ans    | 12,1   |
| 19,6   | 0-14 ans     | 18,0   |

| Hommes | Classe d’âge | Femmes |
| ------ | ------------ | ------ |
| 1      | 90 ou +      | 2,7    |
| 9,2    | 75-89 ans    | 12     |
| 20,6   | 60-74 ans    | 21,3   |
| 20,7   | 45-59 ans    | 20,3   |
| 16,8   | 30-44 ans    | 16     |
| 15,6   | 15-29 ans    | 13,4   |
| 16,1   | 0-14 ans     | 14,3   |

### Remarques
Louzac absorbe Saint-André en 1972, qui est restée commune associée.
| 1800 | 1851 | 1901 | 1921 | 1931 | 1968 |
| ---- | ---- | ---- | ---- | ---- | ---- |
| 234  | 341  | 274  | 231  | 245  | 211  |

Au recensement de 2007, Saint-André comptait 306 habitants.

## Économie
Les principales activités sur la commune sont la viticulture et l'agriculture.
Louzac-Saint-André fait partie du terroir viticole des Borderies, appellation qui désigne une région bien spécifique de production de cognac.
Les 419 actifs ne sont que 75 à travailler sur la commune.
Ce sont 381 salariés, et 38 non salariés (12 travailleurs indépendants, 24 employeurs et 2 aides familiaux).
Il y a à Louzac un multiple rural, une coiffeuse, un gite rural et un artisan peintre.

## Équipement, services et vie locale

### Enseignement
Il y a une école maternelle et une école élémentaire qui occupent les locaux des écoles de Louzac et de Saint-André. L'école maternelle, située à Saint-André, comporte deux classes, et l'école élémentaire, située au bourg de Louzac, trois classes.
Le secteur du collège est Cognac (Claude-Boucher).

### Santé
Les pharmacies et les infirmières sont à Cherves-Richemont ou à Cognac.
Les hôpitaux et les cliniques sont à Cognac, Châteaubernard ou Saintes.

### Culture
Louzac-Saint-André possède une bibliothèque municipale ouverte les lundis de 14h à 17 h, elle est fermée durant les vacances de Noël et durant les congés d'été.

## Lieux et monuments

### Patrimoine religieux
L'église Saint-Martin de Louzac a été construite à la fin du XIIe siècle puis reprise aux XIVe et XVIe siècles. Elle est de plan allongé à un vaisseau. Elle présente une coupole sur pendentifs dans la travée sous clocher, une voûte d'ogives dans la chapelle gauche et un cul-de-four en brique dans le chœur. Ses sculptures représentent des feuillages, des motifs géométriques et pour un modillon en façade une tête humaine. Elle a été partiellement inscrite monument historique le 5 décembre 1991.
Elle abrite un tableau du Christ en croix datant probablement du XVIIIe siècle.

Église Saint-Martin de Louzac
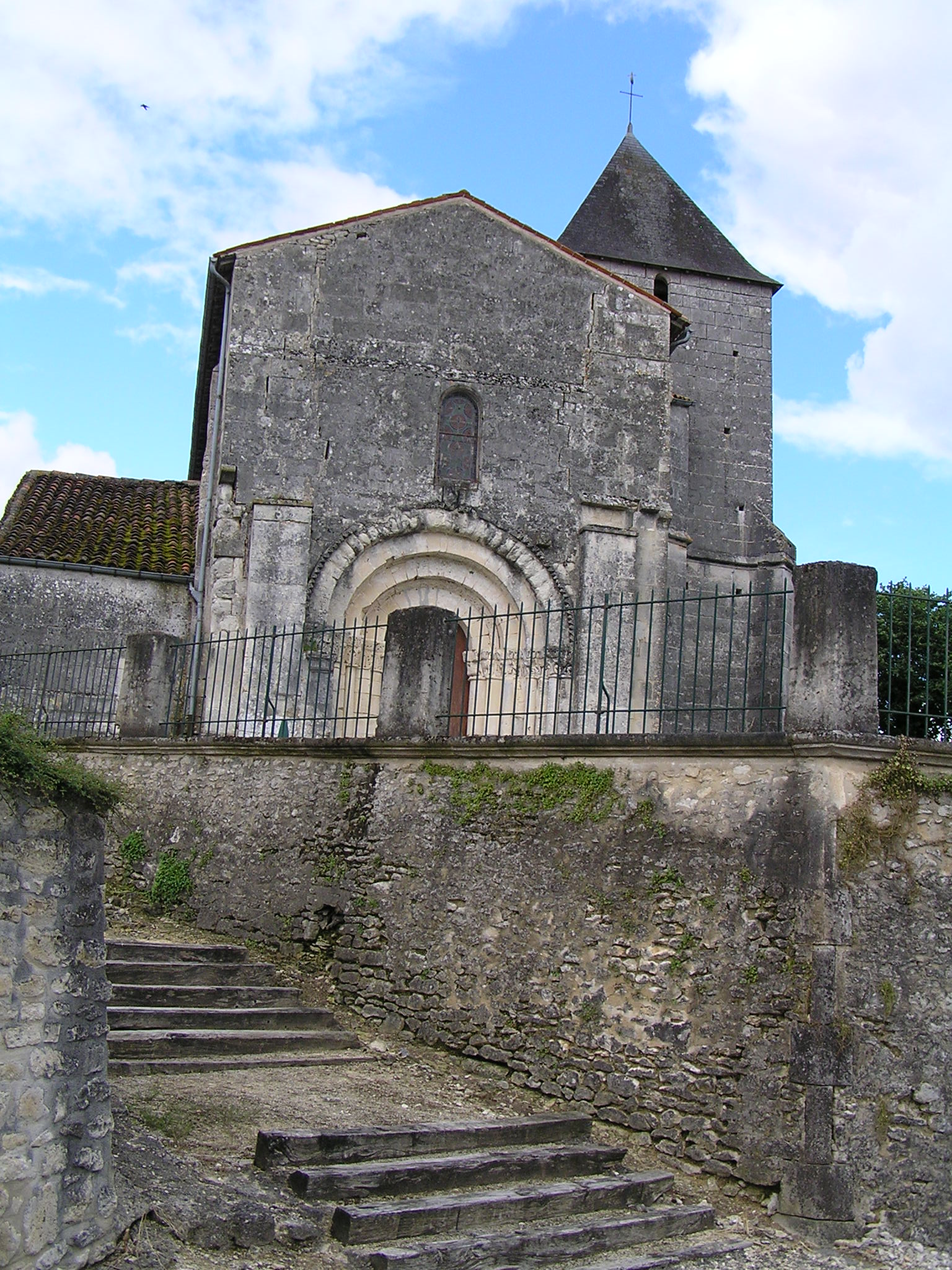
La façade
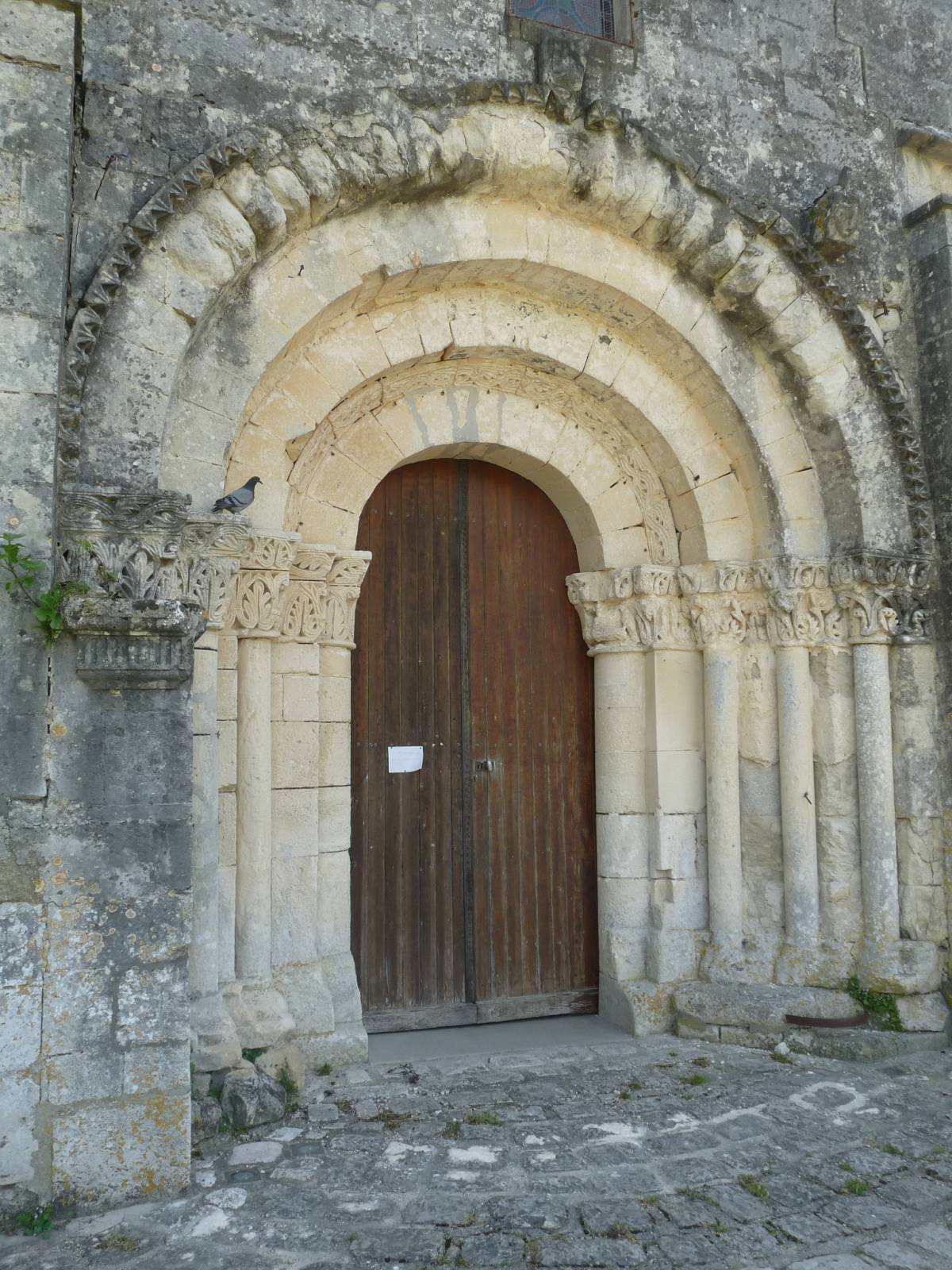
Le portail
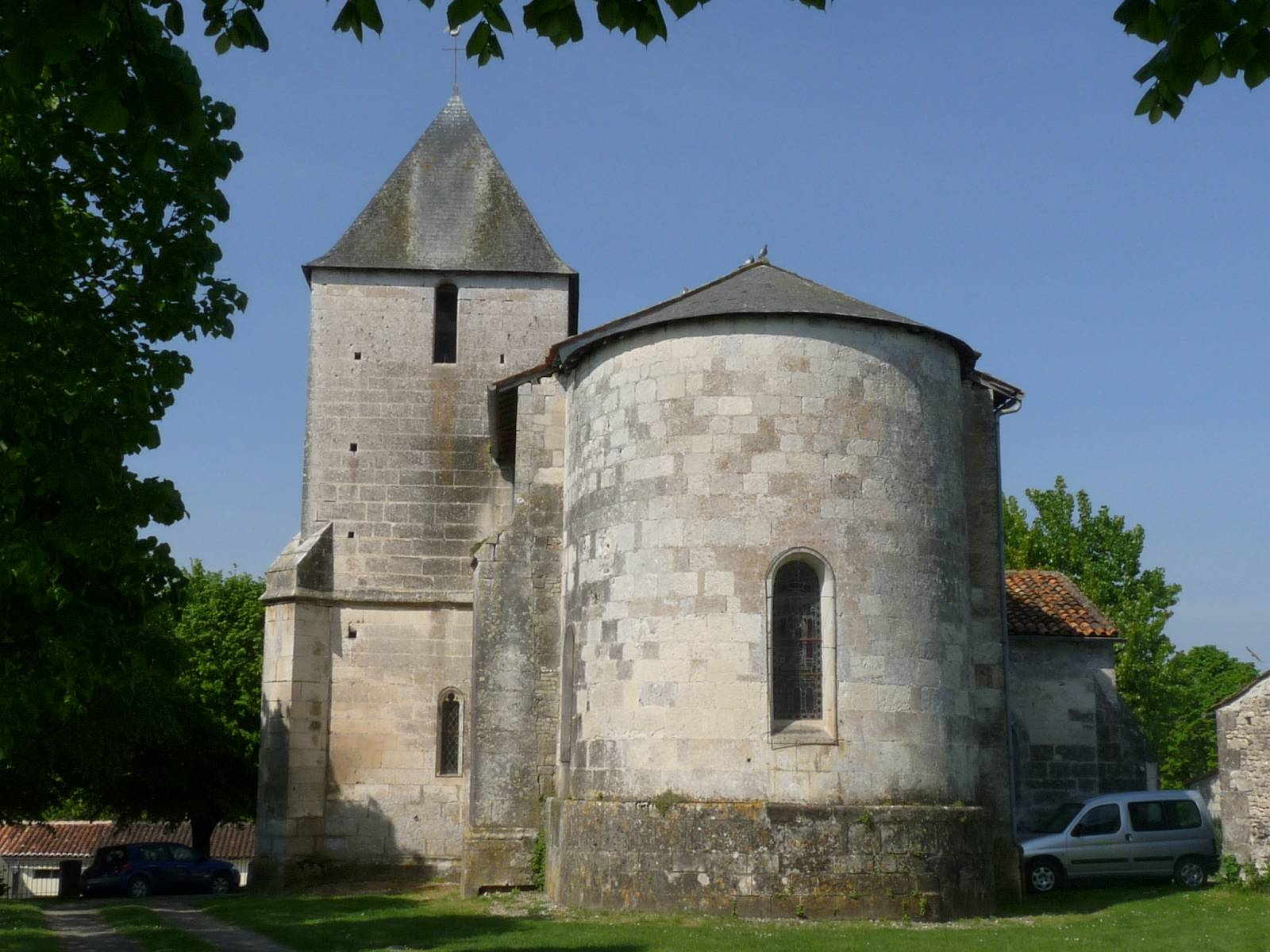
L'abside

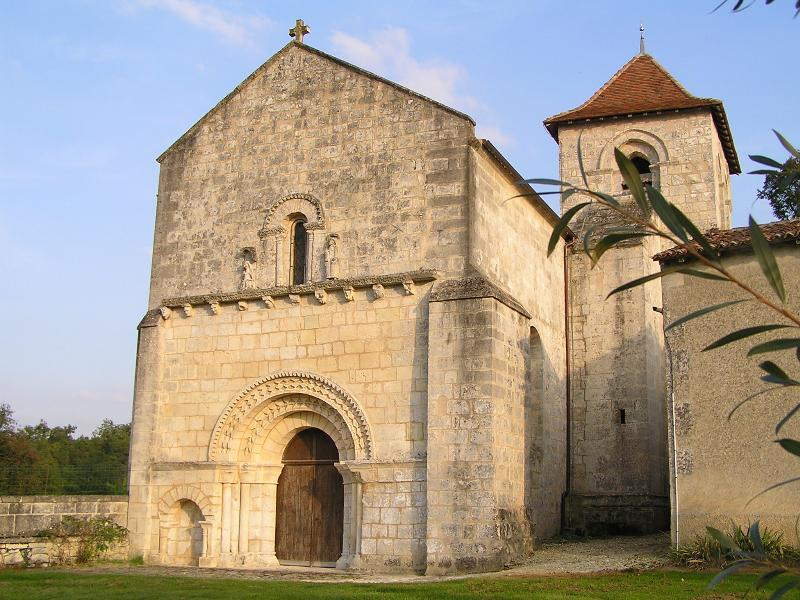
Église Saint-André

L'église Saint-André du XIIe siècle, porte sur le mur sud de la sacristie la date de 1685 et elle a été restaurée en 1784. Elle est à un vaisseau à nef voûtée en berceau brisé, alors que le chœur en cul-de-four est voûté en plein cintre et que la chapelle droite est voûtée d'ogives. Sa façade avec son portail roman est inscrite monument historique depuis 1991.
Aux abords de Louzac, une croix trône au milieu d'un rond-point. Cette croix a donné son nom au lieu-dit la Croix-Fringant. Elle fait partie des nombreuses croix de chemin de la commune, à Saint-André celle qui a été érigée par les sœurs de la Miséricorde en 1903 et la croix de mission de 1927, à Louzac celle érigée en 1816.
Il y a un cimetière à Louzac et un à Saint-André, un monument aux morts à Louzac et un à Saint-André qui a été construit en 1922 par Raymond Clavery.

### Patrimoine civil

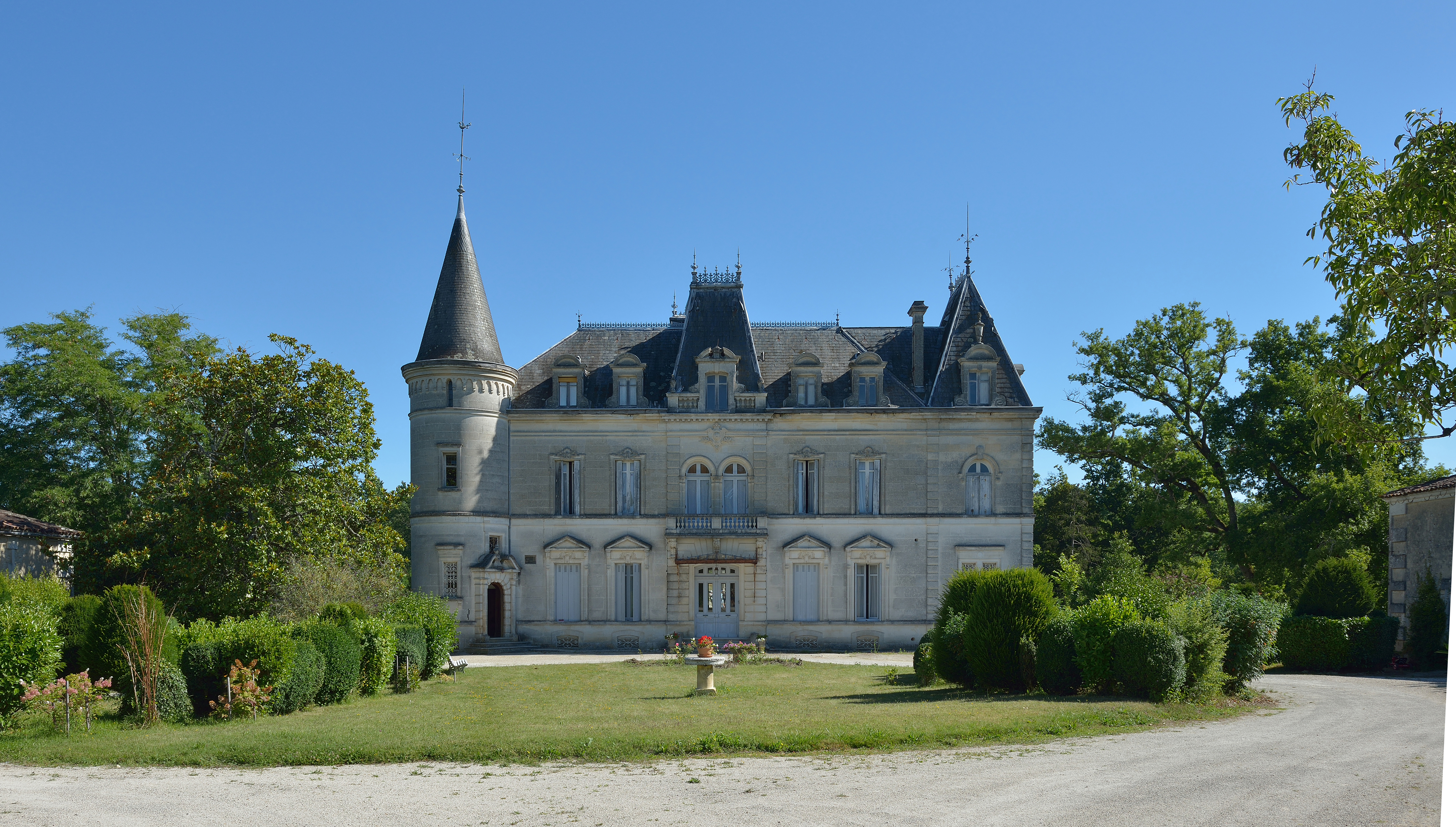
Château de Font Joyeuse

Le refuge souterrain de Chez les Longs est de datation incertaine.
Le château de Font Joyeuse a été reconstruit au milieu du XIXe siècle sur un emplacement très anciennement bâti. C'est un château en pierre de taille et couvert d'ardoise avec un étage de soubassement un étage et un étage de combles. Les bâtiments de ferme et les communs comportent les ruines d'un moulin, les viviers, la cressonnière. La fontaine qui fournit l'eau en continu serait romaine[réf. nécessaire].
Montlambert est un logis dont une partie date du XVIe siècle, le logis du Diguet lui est du  XVIIe siècle et de nombreuses fermes ont été construites au XVIIIe siècle.

### Patrimoine environnemental
Sur le Ribellot on compte six lavoirs dont le lavoir couvert de Saint-André qui date probablement du XIXe siècle ainsi que des rouissoirs et des fontaines.

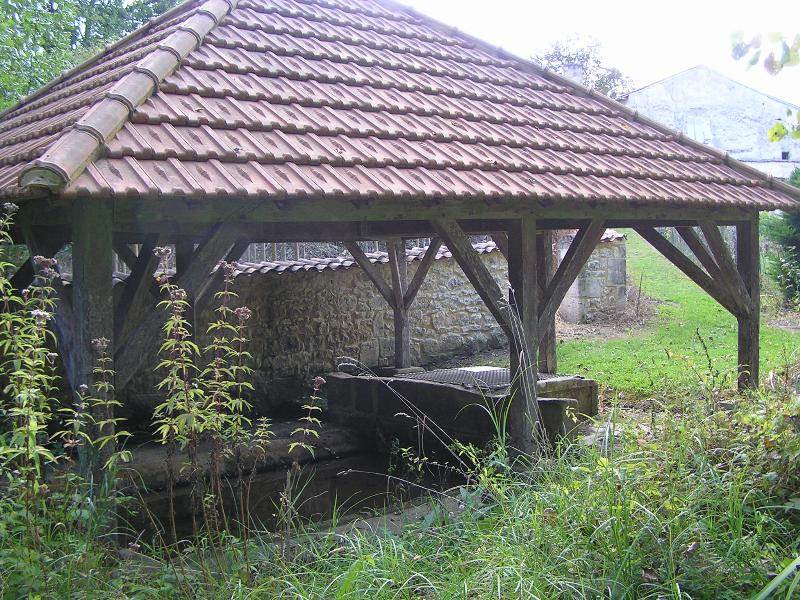
1° lavoir
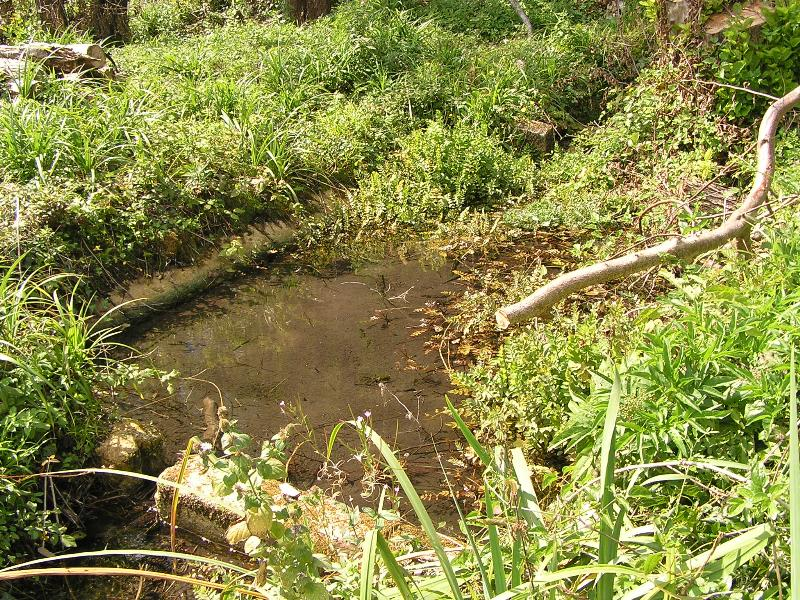
2° lavoir
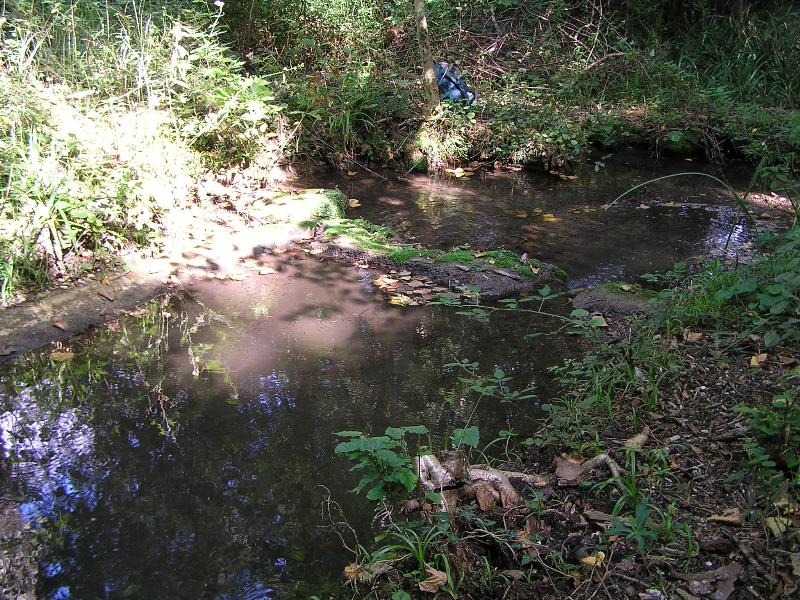
3° lavoir
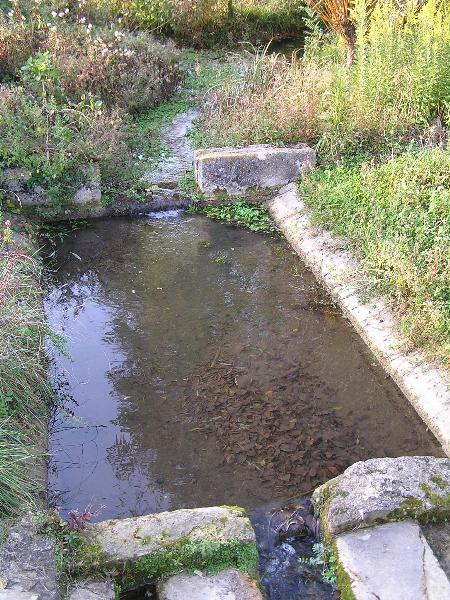
4° lavoir
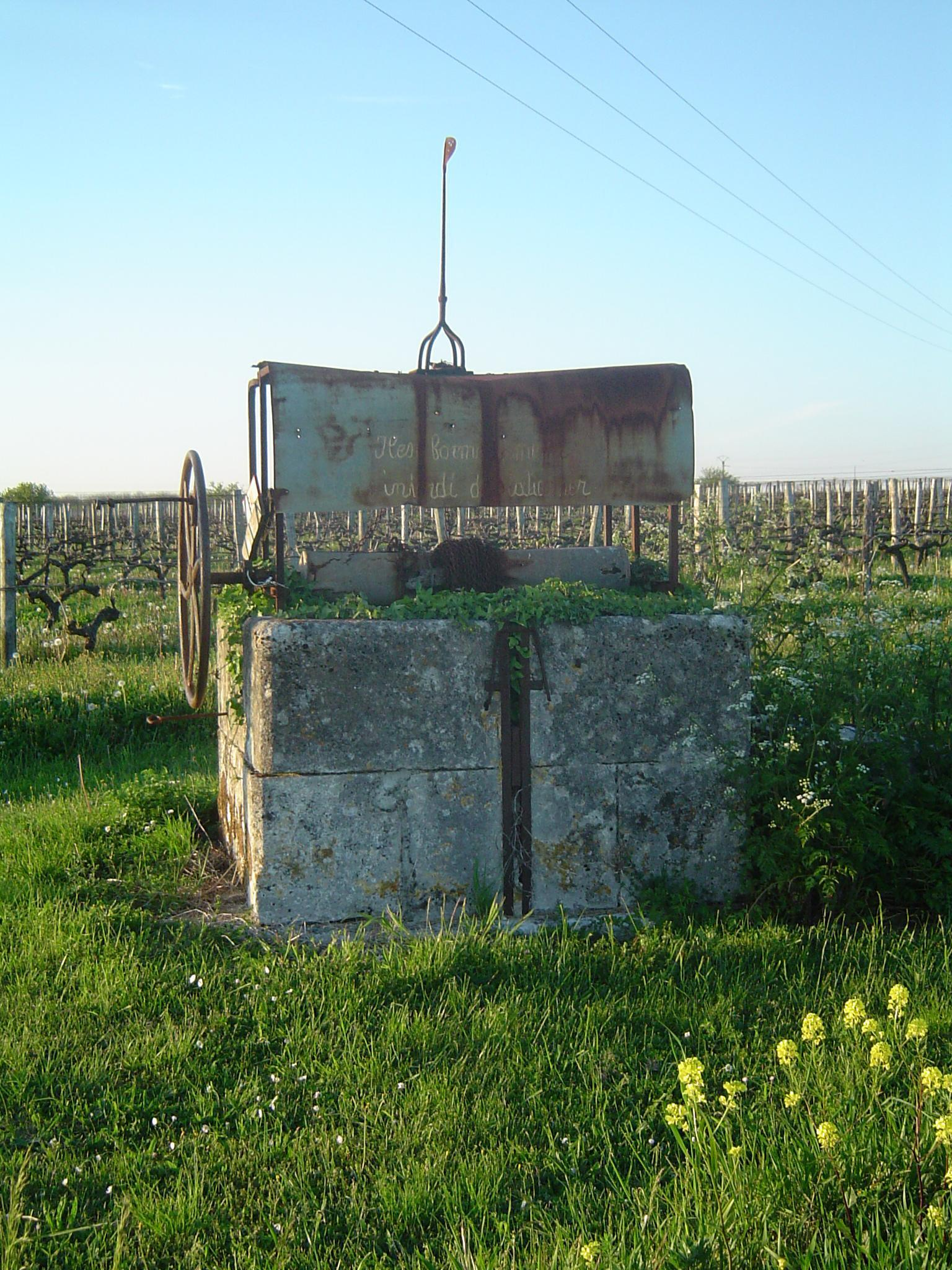
Puits

Le site Natura 2000 de la vallée de l'Antenne couvre la partie aval du Ri-Bellot, à partir du pont de Saint-André, donc sur l'ancienne commune de Saint-André et l'ancienne commune de Louzac n'en fait pas partie.
Plusieurs sentiers de randonnées dont le GR 4, qui va de Royan à Grasse, passent sur le territoire de la commune.

## Jumelages
- Villeret (Berne) (Suisse)